# Second O Salutaris
Le Second O Salutaris, op. 131, est une œuvre de la compositrice Mel Bonis, datant de 1930.

## Composition
Mel Bonis compose son second O Salutaris pour chœur mixte et orgue. L'œuvre, dédiée à Pierre Dessaigne, comprend un conducteur en ré majeur, et une partie séparée d'orgue en mi majeur. Elle est publiée en 1930 par les éditions P. Schneider, puis rééditée en 1998 par les éditions Armiane.

## Analyse
Le second O Salutaris de Mel Bonis fait partie d'un corpus, avec son premier et son troisième O Salutaris, qui évoque le sujet de l'Eucharistie, sous forme de motet latin.
Comme le Tantum ergo, chaque verset est traité indépendamment et chaque phrase musicale est ponctuée d'un mouvement cadentiel, généralement une demi-cadence.

## Sources
- Étienne Jardin, Mel Bonis (1858-1937) : parcours d'une compositrice de la Belle Époque, 2020 (ISBN 978-2-330-13313-9 et 2-330-13313-8, OCLC 1153996478, lire en ligne)